# James Clark (Politiker, 1779)

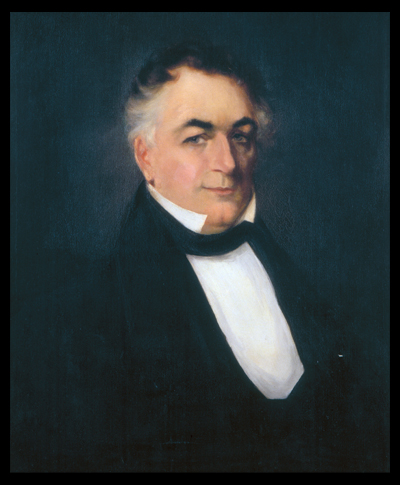
James Clark

James Clark (* 16. Januar 1779 im Bedford County, Virginia; † 27. August 1839 in Frankfort, Kentucky) war ein US-amerikanischer Politiker und Gouverneur des Bundesstaates Kentucky.

## Frühe Jahre und politischer Aufstieg
James Clark kam 1794 nach Kentucky und wurde privat erzogen. Anschließend besuchte er die Pisgah Academy im Woodford County. Er studierte in Virginia Jura und wurde 1797 als Rechtsanwalt in Kentucky zugelassen. Dann ließ er sich mit seiner Kanzlei in Winchester nieder.
Seine politische Karriere begann 1807 mit der Wahl in das Repräsentantenhaus von Kentucky. Bei der nächsten Wahl wurde er in seiner Position bestätigt, im Jahr 1810 wurde er Richter an einem Berufungsgericht, ehe er von 1813 bis 1816 seinen Staat im US-Repräsentantenhaus in Washington vertrat. Anschließend war er bis 1824 wieder Richter in seinem Heimatstaat Kentucky. Es folgten zwischen 1825 und 1831 sechs weitere Jahre im Kongress. Dort gehörte er dem Ausschuss für die Territorien an. Clark, der der Whig Party angehörte, war schließlich von 1831 bis 1835 Mitglied des Senats von Kentucky.

## Gouverneur von Kentucky
1836 wurde Clark als Kandidat der Whigs mit 55,8 % der Stimmen gegen den Demokraten Matthews Flournoy zum Gouverneur von Kentucky gewählt. Seine Amtszeit begann am 30. August 1836 und endete knapp drei Jahre später, am 27. August 1839, mit seinem Tod. In seiner Amtszeit setzte er sich für ein öffentliches Schulsystem in allen Countys ein. Damit sollte das Bildungssystem des Staates flächendeckend ausgeweitet werden. James Clark setzte sich auch für ein Gesetz ein, das die Flucht von Sklaven erschweren sollte. Eine 1837 ausgebrochene Wirtschaftskrise machte ihm in den letzten Jahren seiner Amtszeit zusätzlich zu schaffen.
Nach seinem Tod übernahm sein bisheriger Vizegouverneur Charles A. Wickliffe das Amt des Gouverneurs und vollendete die angebrochene Amtszeit. James Clark war zweimal verheiratet und hatte insgesamt drei Kinder. Sein jüngerer Bruder Christopher (1767–1828) war Kongressabgeordneter für den Staat Virginia.